# Plastic Letters
Plastic Letters è il secondo album del gruppo Blondie, pubblicato nel 1978.

## Il disco
Le sonorità del disco sono spesso considerate un punto di passaggio tra l'omonimo album di debutto, più grezze derivanti dal punk rock, ed il successivo Parallel Lines, dal suono più decisamente new wave.

## Tracce
Lato A
1. Fan Mail – 2:38 (Jimmy Destri)
2. Denis – 2:19 (Neil Levenson)
3. Bermuda Triangle Blues (Flight 45) – 2:49 (Chris Stein)
4. Youth Nabbed as Sniper – 3:00 (C. Stein)
5. Contact in Red Square – 2:01 (J. Destri)
6. (I'm Always Touched by Your) Presence, Dear – 2:43 (Gary Valentine)
7. I'm on E – 2:13 (Deborah Harry, C. Stein)

Lato B
1. I Didn't Have the Nerve to Say No – 2:51 (D. Harry, J. Destri)
2. Love at the Pier – 2:27 (D. Harry)
3. No Imagination – 2:56 (J. Destri)
4. Kidnapper – 2:37 (J. Destri)
5. Detroit 442 – 2:28 (J. Destri, C. Stein)
6. Cautious Lip – 4:24 (Ronnie Toast, C. Stein)

Bonus track della riedizione su CD del 1994
1. Poets Problem (lato B del singolo (I'm Always Touched by Your) Presence, Dear) – 2:20 (J. Destri)
2. Denis (alternative version) – 2:22 (N. Levenson)

Bonus track della riedizione su CD del 2001
1. Once I Had a Love (a.k.a. The Disco Song) (versione del 1975) – 3:58 (D. Harry, C. Stein)
2. Scenery (outtake da Blondie) – 3:10 (G. Valentine)
3. Poets Problem (lato B del singolo (I'm Always Touched by Your) Presence, Dear) – 2:20 (J. Destri)
4. Detroit 442 (Live) (live registrato l'11 giugno 1978 al Walnut Street Theatre di Filadelfia) – 2:33 (J. Destri, C. Stein)

## Formazione
- Deborah Harry - voce
- Chris Stein - chitarra, basso, vibrafono
- Frank Infante - basso, chitarra
- Jimmy Destri - tastiere, sintetizzatore, pianoforte, cori
- Clem Burke - batteria

## Classifiche
| Paese         | Posizione più alta |
| ------------- | ------------------ |
| Nuova Zelanda | 38                 |
| Paesi Bassi   | 2                  |
| Regno Unito   | 10                 |
| Stati Uniti   | 72                 |
| Svezia        | 33                 |